# Nichts als Zufälle
Nichts als Zufälle ist ein deutsches Filmlustspiel aus dem Jahr 1949 von E. W. Emo. Die Hauptrollen spielen Theo Lingen, Sonja Ziemann und Josef Meinrad.

## Handlung
Der junge Wissenschaftler Dr. Renatus Elmhorst hat die Absicht, demnächst zu heiraten. Doch der Weg zum Eheglück ist steinig, und auf der Wegstrecke dorthin sind zahlreiche Hindernisse zu überwinden. Renatus wird dabei regelrecht vom Pech verfolgt, und zwischenzeitlich will seine nicht minder gestresste Braut Liane Reitmayer sogar die Brocken hinwerfen und ihren Gatten in spe verlassen, da sie ihn für einen treulosen und fremdgängerischen Hallodri hält. Elmhorsts bester Freund Willy Wendel, ein Gelehrter, wiederum wird zeitweise mit ihm verwechselt und sogar von der Polizei verhaftet: Man glaubt, er sei ein notorischer Heiratsschwindler. Ganze drei Mal muss die Eheschließung verschoben werden, erst dann kann Renatus Elmhorst mit seiner Herzdame die Ringe tauschen.

## Produktionsnotizen
Nichts als Zufälle entstand im Filmatelier Göttingen und wurde am 1. Juli 1949 in den Kölner Hahnentor-Lichtspielen uraufgeführt. Die Berliner Premiere fand im Westen am 19. Oktober 1949 statt, die im Osten am 21. April 1950.
Produzent Kurt Ulrich übernahm auch die Herstellungsleitung, Produktionsleiter war Ludwig Waldleitner. Hans Ledersteger und Ernst Richter gestalteten die Filmbauten.
Diese Produktion war ein so genannter Austauschfilm Westdeutschland/Mitteldeutschland.

## Kritiken
In der Zeit war anlässlich der Kölner Premiere zu lesen: „Auf Theo Lingen ist die Posse ‚Nichts als Zufälle‘ abgestellt. (…) Da das Schnellfeuerwerk der Zungen, wie es Lingen und die Weiser abschießen, akustisch ohnedies filmwidrig ist, entwickelt der Regisseur und Mitautor E. W. Emo aus dem Eiltempo, mit dem Theo, der Unentwegte, durch die Hindernisse des weltanschaulich von ihm geleugneten Zufalls auf seine eigene Hochzeit zukurvt, jene auch in Deutschland nie versagende Grotesk-Komik amerikanischer Filme, die als Klamauk die gröberen Zwerchfelle bewegt. Wie probat diese Mischung ist, das beweisen die Lachsalven des Publikums.“
Curt Riess nannte den Film „Klamauk“ und befand: „Der Film wirkt noch immer oder er wirkt schon wieder.“

„Viel Klamauk und komische Verwicklungen in einem frechen Berliner Lustspiel.“